# Асланова, Эльпида Дмитриевна
Эльпида Дмитриевна Асланова (род. 19 декабря 1991) — российская самбистка, чемпионка мира среди юношей и молодёжи, серебряный (2011) и бронзовый (2012) призёр чемпионатов России, мастер спорта России. Студентка Российского государственного социального университета. Тренировалась под руководством А. В. Дмитриева и Сергея Галаяна. Выступала в полутяжёлой весовой категории (до 80 кг).

## Спортивные достижения
- Первенство мира по самбо среди юношей 2010 года, Тбилиси — [1];
- Первенство мира по самбо среди молодёжи 2011 года, Рига — [2];
- Чемпионат России по самбо среди женщин 2011 года — ;
- Чемпионат России по самбо среди женщин 2012 года — ;